# Kovács László (labdarúgó, 1951)
Kovács László (Tatabánya, 1951. április 24. – Győr, 2017. június 30.) válogatott magyar labdarúgó, kapus.

## Pályafutása

### Klubcsapatokban
Nevelőklubja a Tatabányai Bányász volt. 1971-72-ben a sorkatonai szolgálat alatt a Honvéd Rákóczi SE kapusa volt. Leszerelés után Székesfehérvárra került a Videotonhoz. Itt nyolc idényen keresztül volt a csapat elsőszámú hálóőre (sorozatban 208 mérkőzésen). Az 1975–76-os idényben másodikak lettek a bajnokságban a Ferencváros mögött. 1980-ban, egy sérülés után, nem tudott visszakerülni a kapuba, így Kaposvárra kívánt igazolni, de a két csapat nem tudott megegyezni. Így több mint egy éven keresztül nem szerepelt NB I-es mérkőzésen. 1981-ben szezon közben igazolt a Verebes-féle Rába ETO-ba, ahol 1984-ig játszott. Itt az első két idényben bajnokok lettek. Ezután egy rövid ideig Békéscsabán védett, majd három idényt Siófokon. 1988-ban még egy rövid időre visszatért Győrbe. Pályafutását a burgenlandi SC Forchtenstein (Fraknóváralja) csapatában fejezte be. A magyar első osztályban 369 bajnoki mérkőzésen szerepelt.

### A válogatottban
A magyar válogatottban 12 alkalommal védett 1975 és 1977 között. Az 1978-as argentínai világbajnokságon szereplő csapat tagja volt, de mérkőzésen nem szerepelt.

### Edzőként
Visszavonulása után kapusedzőként, pályaedzőként és ha a szükség megkívánta, vezetőedzőként tevékenykedett. Először a Lombard FC Tatabánya, majd 2005-től 2015-ig a Lombard Pápa csapatánál, ahol többször is vezetőedző volt az akkor élvonalbeli klubnál. Innen a Somos SE együtteséhez távozott, majd 2016 nyarától az NB II-es Budaörsi SC kapusedzője volt.

## Sikerei, díjai
- Magyar bajnokság
  - bajnok: 1981–82, 1982–83

## Statisztika

### Mérkőzései a válogatottban
| Magyarország | Magyarország         | Magyarország                                  | Magyarország  | Magyarország | Magyarország | Magyarország       | Magyarország | Magyarország |
| #            | Dátum                | Helyszín                                      | Hazai         | Eredmény     | Vendég       | Kiírás             | Gólok        | Esemény      |
| ------------ | -------------------- | --------------------------------------------- | ------------- | ------------ | ------------ | ------------------ | ------------ | ------------ |
| 1.           | 1975. május 7.       | Budapest, Népstadion                          | Magyarország  | 2 – 0        | Bulgária     | olimpiai selejtező | -            |              |
| 2.           | 1975. június 7.      | Szófia, Levszki stadion                       | Bulgária      | 4 – 0        | Magyarország | olimpiai selejtező | -            |              |
| 3.           | 1975. augusztus 10.  | Teherán                                       | Irán          | 1 – 2        | Magyarország | barátságos         | -            |              |
| 4.           | 1975. szeptember 24. | Budapest, Népstadion                          | Magyarország  | 2 – 1        | Ausztria     | Eb-selejtező       | -            |              |
| 5.           | 1975. október 8.     | Łódź                                          | Lengyelország | 4 – 2        | Magyarország | barátságos         | -            |              |
| 6.           | 1976. április 30.    | Lausanne, Olimpiai Stadion                    | Svájc         | 0 – 1        | Magyarország | barátságos         | -            |              |
| 7.           | 1976. június 12.     | Budapest, Népstadion                          | Magyarország  | 2 – 0        | Ausztria     | barátságos         | -            |              |
| 8.           | 1976. szeptember 22. | Kelet-Berlin, Friedrich-Ludwig-Jahn-Sportpark | NDK           | 1 – 1        | Magyarország | barátságos         | -            |              |
| 9.           | 1976. október 9.     | Athén                                         | Görögország   | 1 – 1        | Magyarország | vb-selejtező       | -            |              |
| 10.          | 1976. október 13.    | Bécs, Práter stadion                          | Ausztria      | 2 – 4        | Magyarország | barátságos         | -            |              |
| 11.          | 1977. február 9.     | Lima                                          | Peru          | 3 – 2        | Magyarország | barátságos         | -            |              |
| 12.          | 1977. február 22.    | Puebla                                        | Mexikó        | 1 – 1        | Magyarország | barátságos         | -            | 76'          |
|              | 1983. március 23.    | Veliko Tarnovo                                | Bulgária      | 1 – 1        | Magyarország | olimpiai selejtező | -            |              |
|              | 1983. szeptember 7.  | Budapest, Népstadion                          | Magyarország  | 0 – 1        | Szovjetunió  | olimpiai selejtező | -            |              |
|              | 1983. szeptember 21. | Drama                                         | Görögország   | 1 – 2        | Magyarország | olimpiai selejtező | -            |              |
|              | 1984. április 11.    | Budapest, Megyeri úti stadion                 | Magyarország  | 1 – 1        | Bulgária     | olimpiai selejtező | -            |              |
|              | 1984. április 25.    | Moszkva, Luzsnyiki Stadion                    | Szovjetunió   | 0 – 1        | Magyarország | olimpiai selejtező | -            |              |
|              | Összesen             |                                               |               | 12           | mérkőzés     |                    | 0            | gól          |